# Myrmecaelurus parvulus
Myrmecaelurus parvulus is een insect uit de familie van de mierenleeuwen (Myrmeleontidae), die tot de orde netvleugeligen (Neuroptera) behoort. 
Myrmecaelurus parvulus is voor het eerst wetenschappelijk beschreven door Hölzel in 1982.